# Andrzej Wyrobiec
Andrzej Włodzimierz Wyrobiec (ur. 3 sierpnia 1964 w Chrzanowie) – polski przedsiębiorca i polityk. W latach 2010–2013 sekretarz generalny Platformy Obywatelskiej, w latach 2014–2015 i 2023–2024 podsekretarz stanu w Ministerstwie Kultury i Dziedzictwa Narodowego.

## Życiorys
Ukończył studia historyczne w Wyższej Szkole Pedagogicznej w Krakowie, a także studium dziennikarskie w Instytucie Filologii Polskiej tej uczelni i studia podyplomowe z zakresu rachunkowości i finansów na Uniwersytecie Ekonomicznym w Krakowie.
Do 1994 związany z krakowskimi instytucjami kultury, był dyrektorem programowym Studenckiego Centrum Kultury Pod Jaszczurami, a także dyrektorem Studenckiego Festiwalu Piosenki. Następnie prowadził działalność gospodarczą w ramach agencji reklamowej. W 2005 został radcą izby przemysłowo-handlowej w Krakowie.
Od 1991 był członkiem Kongresu Liberalno-Demokratycznego. Następnie działał w Unii Wolności, a w 2001 przeszedł do Platformy Obywatelskiej. W latach 2006–2009 był zastępcą skarbnika, a 9 października 2009 został skarbnikiem tego ugrupowania. W tym samym czasie pełnił też funkcję pełnomocnika finansowego komitetów wyborczych PO, a w 2010 również komitetu wyborczego Bronisława Komorowskiego w wyborach prezydenckich. 8 października 2010 przestał być skarbnikiem Platformy Obywatelskiej, zostając sekretarzem generalnym partii. Pełnił tę funkcję do 14 grudnia 2013.
W lipcu 2014 powołany na stanowisko podsekretarza stanu w Ministerstwie Kultury i Dziedzictwa Narodowego. Zajmował je do listopada 2015. W grudniu tego samego roku objął stanowisko prezesa zarządu Parku Śląskiego, które zajmował do 2017. Od stycznia 2018 do września 2019 był pełnomocnikiem dyrektora naczelnego Filharmonii im. Karola Szymanowskiego w Krakowie do spraw budowy Centrum Muzyki w Krakowie.
W 2020 objął funkcję dyrektora Teatru „Bagatela” im. Tadeusza Boya-Żeleńskiego w Krakowie. W grudniu 2023 ponownie został powołany na stanowisko podsekretarza stanu w MKiDN. Pod koniec grudnia 2024 złożył rezygnację z tej funkcji. W styczniu 2025 powrócił na stanowisko dyrektora Teatru „Bagatela”.

## Odznaczenia
- Złoty Krzyż Zasługi (2011)[12]
- Srebrny Medal „Zasłużony Kulturze Gloria Artis” (2015)[13]

## Życie prywatne
Żonaty z Elżbietą Wyrobiec. Ma dwóch synów: Łukasza i Michała.